# Spanurus pallidus
Spanurus pallidus är en tvåvingeart som beskrevs av Ricardo 1925. Spanurus pallidus ingår i släktet Spanurus och familjen rovflugor.
Artens utbredningsområde är Namibia. Inga underarter finns listade i Catalogue of Life.